# A-NON
A-NON（アノン）は、日本のダンスアーティスト、ダンサー、振付師、演出家、タレント。Showtitle所属。福岡県出身。

## 来歴
14歳からダンスを始め、18歳で上京。
日本一のダンスの登竜門でもある 「TOKYO DANCE DELIGHT」 にて好成績を納める。
2017年に自身のダンスチーム「White out tokyo」を結成。
2018年「World of Dance世界大会」で優勝。
2018年8月、吉本坂46メンバーに選ばれる。

## 人物
- 趣味は、釣り、カフェ巡り、ジム[2]。
- 特技は、ベロを4段に出来る、けんこう骨を出す[2]。

## 受賞歴
- FUNKTRAIN 第 1 回 OLD SCHOOL BOOGIE DANCE ソロ CONTEST 優勝 ・TOKYO
- DANCE DELIGHT vol.9 特別賞受賞
- NEXT STAGE HUDSON CUP 神戸予選優勝
- NEXT STAGE HUDSON CUP 決勝大会優勝
- JAPAN DANCE DELIGHT VOL.15 ファイナリスト
- 日本最大級ビックコンテスト 2013年11月 TOKYO DANCE DELIGHT VOL.15 準優勝
- 2013年12月東京タワーダンスコンテスト優勝
- 2013年12月ZEROコンテスト予選 優勝
- 2013年12月 ZERO コンテストグランドチャンピオン FINAL 優勝
- 2019年Showstopper グループ優勝、クリスタル賞、総合優勝

## 出演
- PRODUCE 101 JAPAN（2019年9月26日 - 12月12日、TBS系・GYAO!） - ダンストレーナー[4]

## 振付作品
- 東京パフォーマンスドール

「ShinyLady」「Kiss x Bang Bang!」「One Day One Life」
- POLYSICS

「MEGA OVER DRIVE」
- Re:Complex

「ryffle」
- 吉本坂46

POP MONSTER　「やっとここまで」
CHAO 「好きになってごめんなさい」
- J☆Dee‘Z 「Jewel」